# Pickeringia montana
Genre
Espèce
Classification phylogénétique
Pickeringia montana est une espèce de plantes à fleurs dicotylédones de la famille des Fabaceae, sous-famille des Faboideae, originaire d'Amérique du Nord. C'est l'unique espèce acceptée du genre Pickeringia (genre monotypique).

## Taxinomie

### Synonymes
Selon The Plant List (23 novembre 2018) :
- Pickeringia montana var. tomentosa (Abrams) I.M.Johnst.

- Xylothermia montana (Torr. & A.Gray) Greene

### Liste des sous-espèces et variétés
Selon Tropicos (23 novembre 2018) (Attention liste brute contenant possiblement des synonymes) :
- sous-espèces :
  - Pickeringia montana subsp. montana
  - Pickeringia montana subsp. tomentosa (Abrams) Abrams
- variétés :
  - Pickeringia montana var. montana
  - Pickeringia montana var. tomentosa (Abrams) I.M. Johnst.